# Liste von Burgen und Schlössern im Kanton Zürich

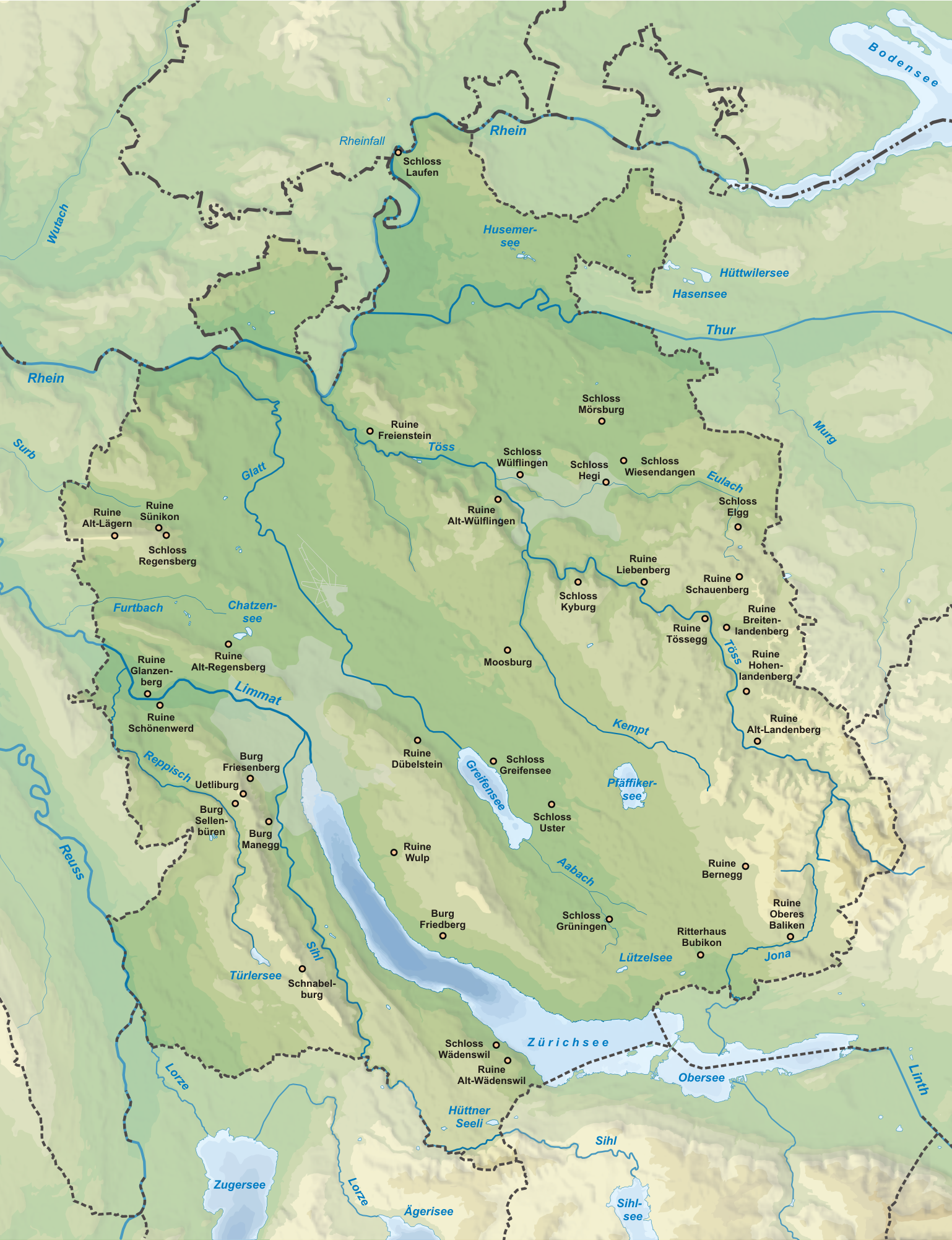
Burgen und Schlösser im Kanton Zürich

Die Liste der Burgen und Schlösser im Kanton Zürich zeigt alle Burgen und Schlösser im Kanton Zürich auf.
Im Kanton Zürich befinden sich über 100 Burgen, Schlösser und eine Kommende, entweder erhalten, als Ruine oder als Burgstall. Die meisten sind öffentlich zugänglich und nur wenige noch in Privatbesitz. Die ersten befestigten Anlagen wurden um 850 erbaut, die meisten jedoch während des 12. bis 14. Jahrhunderts. Schlösser wurden noch im 19. Jahrhundert errichtet.
Sämtliche Informationen wurden aus den jeweiligen Artikeln entnommen. Ansonsten sind die Angaben mittels Einzelnachweisen belegt.

## Erklärung zur Liste
- Name: Benennt den offiziellen Namen des Gebäudes.
- Ortschaft: Zeigt an, in welcher Gemeinde das Gebäude heute liegt.
- Jahr: Zeigt das Baujahr an. Oft nur ungefähr bekannt.
- Typ: Es werden folgende Gebäudetypen unterschieden: Burg, Kommende und Schloss.
- Zustand: Gibt den Zustand des Gebäudes an. Es wird unterschieden nach «erhalten», «Ruine» und «verfallen».
- Bild: Zeigt wenn möglich ein Bild des Gebäudes an.
- Zutritt: Weist aus, ob das Gebäude öffentlich zugänglich ist. Hintergrundfarbe Grün= «ja», Rot= «nein»
- Bemerkenswertes: Nennt eine Besonderheit zum Gebäude.

Hinweis: Die Liste ist sortierbar: durch Anklicken eines Spaltenkopfes wird die Liste nach dieser Spalte sortiert, zweimalige Anklicken kehrt die Sortierung um. Durch das Anklicken zweier Spalten hintereinander lässt sich jede gewünschte Kombination erzielen.

## Liste
| Name                                                                            | Ortschaft          | Jahr                       | Typ      | Zustand                         | Geokoordinate       | Bild / Zutritt                                                    | Bemerkenswertes |
| ------------------------------------------------------------------------------- | ------------------ | -------------------------- | -------- | ------------------------------- | ------------------- | ----------------------------------------------------------------- | --- |
| Ruine Alt-Landenberg                                                            | Bauma              | 1200                       | Burg     | Ruine                           | 708281 / 247868     | Ruine Alt-Landenberg                                              | Die letzten Ritter der Burg fielen 1315 in der Schlacht am Morgarten. |
| Ruine Alt-Lägern                                                                | Lägern             | 1245                       | Burg     | Ruine                           | 672006 / 259448     | Ruine Alt-Lägern                                                  | Unter der Aufsicht der antiquarischen Gesellschaft Zürich fanden von 1902 bis 1904 umfangreiche Ausgrabungen statt, welche jedoch aus Geldmangel nicht zu Ende geführt werden konnten.                                                                     |
| Ruine Alt-Regensberg                                                            | Regensdorf         | 1040                       | Burg     | Ruine                           | 678721 / 253610     | Ruine Alt-Regensberg                                              | Einen privaten Besitzer störte die Ringmauer. Er zog in Erwägung, diese abzubrechen, da sie seine Rebberge störte. |
| Ruine Alt-Wädenswil                                                             | Richterswil        | 1200                       | Burg     | Ruine                           | 694374 / 229892     | Ruine Alt-Wädenswil                                               | Nach der Reformation verkauften die Johanniter 1549 die Herrschaft Wädenswil mit allen Rechten an den Kanton. |
| Ruine Alt-Wildberg                                                              | Wildberg           | unbekannt                  | Burg     | verfallen                       | 704031 / 253806     |                                                                   | Von der Burg sieht man heute nichts mehr, jedoch wird vermutet, dass das alte Pfarrhaus, das 1530 abbrannte, auf der Ruine der Burg erbaut wurde. |
| Burgruine Alt-Wülflingen                                                        | Winterthur         | unbekannt                  | Burg     | Ruine                           | 694143 / 261758     | Burgruine Alt-Wülflingen                                          | Spätestens 1239 waren Burg und Herrschaft sowie die hohen Gerichtsbarkeit in der Hand der Grafen von Habsburg-Kyburg, die den noch heute erhaltenen mächtigen Turm erbauten.                                                                               |
| Burg Baldern                                                                    | Adliswil           | 853                        | Burg     | verfallen                       | 680685 / 240973     | Burg Baldern                                                      | Reste von Mauern lassen sich nicht mehr erkennen. Eine ernsthafte archäologische Untersuchung fand bisher nicht statt. |
| Ruine Bernegg                                                                   | Hinwil             | 1250                       | Burg     | Ruine                           | 708004 / 240761     | Burgruine Bernegg                                                 | Die Burg wurde 1277 aus finanziellen Gründen an die Johanniterkommende Bubikon verkauft. Dabei mussten sich die Ritter verpflichten, die Burg sofort niederzureissen.                                                                                      |
| Ruine Breitenlandenberg                                                         | Turbenthal         | 1300                       | Burg     | Ruine                           | 707111 / 253981     | Ruine Breitenlandenberg                                           | Die Burg war eine Nebenburg der Landenberger und wurde zu Beginn des 19. Jahrhunderts geschleift. Die heute sichtbaren Reste der Grundmauern wurden im Winter 1925/26 freigelegt.                                                                          |
| Burg Buch                                                                       | Winterthur         | 13. Jahrhundert            | Burg     | verfallen                       | 694108 / 259706     | Burgstall Burg Buch                                               | Ehemaliger Sitz der Ritter von Brütten, Ministerialen des Klosters Einsiedeln. Burghügel sichtbar. Bis heute nicht archäologisch erforscht. |
| Ritterhaus Bubikon                                                              | Bubikon            | 1192                       | Kommende | erhalten                        | 705144 / 236015     | Ritterhaus Bubikon                                                | Die Gebäude gelten als besterhaltene Johanniterkommende in Europa. Sie sind seit 1936 im Besitz der Ritterhausgesellschaft Bubikon, die sie unterhält und als Museum betreibt.                                                                             |
| Burg Dättnau                                                                    | Winterthur         | 1271 erstmals erwähnt      | Burg     | verfallen                       | ca. 694479 / 260083 |                                                                   | Die genaue Position der Burg ist nicht mehr bekannt, sie befand sich jedoch wohl in der Nähe einer Kreuzung zweier Verkehrswege im Dättnau. Sitz des Ritters Peter von Dättnau, der in der zweiten Hälfte des 13. Jahrhunderts als Ammann von Zug waltete. |
| Ruine Dübelstein                                                                | Dübendorf          | 1250                       | Burg     | Ruine                           | 688887 / 248345     | Ruine Dübelstein                                                  | Im Besitz des Zürcher Bürgermeisters Hans Waldmann. Am 27. Mai 1611 wurde Dübelstein durch einen Brand fast völlig zerstört. |
| Schloss Eglisau                                                                 | Eglisau            | 1100                       | Schloss  | verfallen                       | 681727 / 269833     | Eglisau in der Topographia Helvetiae von Matthäus Merian, um 1650 | Im 19. Jahrhundert weitgehend abgebrochen. Schlossscheune und Graben mit Brücke blieben erhalten. |
| Schloss Eigenthal                                                               | Berg am Irchel     | 1588                       | Schloss  | erhalten                        | 687824 / 269395     | Schloss Eigenthal                                                 | 1588 erbaut, 1667 umgestaltet (siehe: Liste der Kulturgüter in Berg am Irchel) |
| Schloss Elgg                                                                    | Elgg               | 1166                       | Schloss  | erhalten                        | 707565 / 260152     | Schloss Elgg                                                      | Das Schloss wurde ursprünglich als Burg erbaut und erst 1580 zu einem Schloss erweitert. |
| Ruine Freienstein                                                               | Freienstein-Teufen | 1250                       | Burg     | Ruine                           | 686486 / 265428     | Ruine Freienstein                                                 | Es existiert eine Sage, welche das Ende der Burg beschreibt. |
| Burg Friedberg                                                                  | Meilen             | 1200                       | Burg     | Ruine                           | 690918 / 236923     | Burg Friedberg                                                    | Obwohl das Burgareal zusammen mit dem benachbarten Gehöf seit 1593 in Privatbesitz ist, ist die Ruine öffentlich zugänglich. |
| Burg Friesenberg (Friesenburg)                                                  | Zürich             | 1218                       | Burg     | Ruine                           | 679732 / 245793     | Burg Friesenberg                                                  | Seit 1902 ist die Ruine im Besitz der Stadt Zürich. |
| Burgstelle Gamser                                                               | Winterthur         | vermutlich 12. Jahrhundert | Burg     | verfallen                       | ca. 697523 / 257601 | Burgstelle Gamser                                                 | Ehemalige Vorburg der Kyburg auf dem Eschenberg. Über die Geschichte der Burg ist so gut wie nichts bekannt, bis ins neunzehnte Jahrhundert konnte man noch Spuren eines Turmes sehen.                                                                     |
| Ruine Glanzenberg                                                               | Unterengstringen   | 1044                       | Burg     | Ruine                           | 674236 / 250605     | Ruine Glanzenberg                                                 | Teile des Burghügels mussten 1909 dem südlich angrenzenden Industriegeleise weichen. Der Bau eines Hochwasserdammes 1912 zerstörte weitere Bausubstanz. |
| Schloss Greifensee                                                              | Greifensee         | 1200                       | Schloss  | erhalten                        | 693435 / 246760     | Schloss Greifensee                                                | Das Schloss 1995 mittels Gebrauchsleihevertrag an die Stiftung Schloss Greifensee als «Ort kultureller Begegnung, Weiterbildung und Information». |
| Schloss Grüningen                                                               | Grüningen          | 1229                       | Schloss  | erhalten                        | 700108 / 237936     | Schloss Grüningen                                                 | Der Bergfried wurde 1783 teilweise abgetragen und 1970 durch einen Brand stark beschädigt. |
| Schloss Hegi                                                                    | Winterthur         | 1200                       | Schloss  | erhalten                        | 700400 / 262806     | Schloss Grüningen                                                 | 1947 gelangte die Burg in den Besitz der Stadt Winterthur, die darin eine Jugendherberge einrichtete. |
| Burgstelle Heidegg                                                              | Embrach            | vermutlich 13. Jahrhundert | Burg     | verfallen                       | 685858 / 262597     | Burgstelle Heidegg                                                | Burgstelle mit hohem Schildwall. Geschichte unklar. |
| Burgstall Hinwil                                                                | Hinwil             | 14. Jahrhundert            | Burg     | verfallen                       | 706650 / 239965     |                                                                   | Im 15. Jahrhundert wurde die Burg abgebrochen. Heute ist nur noch der Halsgraben sichtbar. |
| Ruine Hohenlandenberg                                                           | Wila               | 13. Jahrhundert            | Burg     | Ruine                           | 707696 / 250634     | Hohenlandenberg                                                   | Ähnlich wie die Ruine Breitenlandenberg war Hohenlandenberg eine Nebenburg der Landenberger, die ihren Stammsitz bei der heutigen Ruine Alt-Landenberg hatten.                                                                                             |
| Grottenburg Hohfluh (auch: Balmburg Hohfluh, Erdmännliloch oder Erdmannliloch)  | Bachs              | unbekannt                  | Burg     | Ruine                           | 673363 / 266172     | Grottenburg Hohfluh                                               | Einzige bekannte Höhlenburg im Kanton Zürich |
| Burgstelle Hoh-Wülflingen                                                       | Winterthur         | 1254 erstmals erwähnt      | Burg     | verfallen                       | 693855 / 261613     | Feuerstelle an der Burgstelle Hoh-Wülflingen                      | Ehemals Neuburg genannt, ab dem 16. Jahrhundert ging der Name auf den nahe gelegenen Weiler über und die Burgstelle selbst wurde nur noch Hoh-Wülflingen oder Hoch-Wülflingen genannt. Über Aufbau sowie Niedergang der Burg ist wenig bekannt.            |
| Schloss Knonau                                                                  | Knonau             | 1240                       | Schloss  | erhalten                        | 677673 / 230712     | Schloss Knonau von der Bahnlinie aus gesehen                      | Nach dem Konkurs des vorherigen Schlossbesitzers ersteigerte die Schweizerische Bankgesellschaft 1994 die Anlage, welche 1998 durch den jetzigen Besitzer gekauft wurde. Trotz Privatbesitz werden Rundgänge im Schloss angeboten.                         |
| Schloss Kyburg                                                                  | Kyburg             | 1027                       | Schloss  | erhalten                        | 698383 / 257218     | Schloss Kyburg                                                    | Mit der Reorganisation der kantonalen Verwaltung 1831 verlor die Kyburg ihre Funktion als Verwaltungssitz und wurde versteigert. |
| Schloss Laufen                                                                  | Laufen-Uhwiesen    | 858                        | Schloss  | erhalten                        | 688340 / 281333     | Schloss Laufen                                                    | Im Jahre 1941 gelangte das Schloss in Besitz des Kantons und dient heute als Restaurant und Jugendherberge. |
| Burg Langenberg                                                                 | Winterthur         | wahrsch. 12. Jahrhundert   | Burg     | verfallen                       | ca. 696242 / 258747 |                                                                   | Ehemalige Vorburg der Kyburg. Über die Geschichte der Burg ist so gut wie nichts bekannt, heute ist von der Burg nichts mehr zu sehen. |
| Schloss Langnau                                                                 | Langnau am Albis   | Beginn 13. Jahrhundert     | Burg     | erhalten                        | ca. 683369 / 238024 | Wohnturm Langnau                                                  | Turmburg bzw. Wohnturm, vermutlich derer von Eschenbach, heute Privatbesitz |
| Ruine Liebenberg (Tösstal)                                                      | Zell               | 1170                       | Burg     | Ruine                           | 701986 / 257035     | Liebenberg                                                        | 1551 gehörte die schon halb verfallene Burg dem Rat von Zürich. Dieser benutzte Teile der Burg für neue Flussverbauungen der wilden Töss und für den Bau eines neuen Hauses.                                                                               |
| Burg Manegg                                                                     | Zürich             | 1303                       | Burg     | Ruine                           | 680992 / 243445     | Burg Manegg                                                       | Gottfried Keller veröffentlichte 1877 eine Novelle über die Burg mit dem Titel «Der Narr auf Manegg». |
| Burg Maur                                                                       | Maur               | 1259                       | Schloss  | erhalten                        | 692958 / 243812     | Burg Maur                                                         | Museum mit Sammlung zu David Herrliberger |
| Moosburg                                                                        | Effretikon         | 1254                       | Burg     | Ruine                           | 694460 / 253411     | Moosburg                                                          | Während des Alten Zürichkrieges wurde sie im Mai 1444 von den Innerschweizer Truppen zerstört. |
| Schloss Mörsburg                                                                | Winterthur         | 1000                       | Burg     | erhalten                        | 700151 / 266295     | Mörsburg                                                          | Bereits 1598 erwarb die Stadt Winterthur die ganze Anlage. Im Ritterturm ist ein Museum untergebracht. |
| Burgstelle Multberg                                                             | Pfungen            | 13. Jahrhundert            | Burg     | abgegangen                      | 691038 / 262969     | Multberg                                                          | Burgstelle. Gipfelplateau und Graben noch sichtbar. Letzte Ausgrabungen 1953 |
| Neu-Wildberg (Burgstelle Wildberg, Wilberg, Hagherrenschloss, Schloss Wildberg) | Russikon           | Mitte des 13. Jh.          | Burg     | Burgstall                       | 703161 / 251388     | Neu-Wildberg                                                      | Von der Höhenburg sind nur der Burgstall und Reste eines Halsgrabens sichtbar. Im Alten Zürichkrieg zerstört. |
| Schloss Nürensdorf                                                              | Nürensdorf         | 1760                       | Schloss  | erhalten                        | 691320 / 255863     | Schloss Nürensdorf                                                | |
| Ruine Oberes Baliken                                                            | Wald               | 1100                       | Burg     | Ruine                           | 710382 / 236941     | Ruine Oberes Baliken                                              | Die Mauerreste des fünfeckigen Wehrturms wurden 1936 bis 1939 ausgegraben und konserviert. |
| Schloss Regensberg                                                              | Regensberg         | 1245                       | Schloss  | erhalten                        | 675334 / 259595     | Schloss Regensberg                                                | 1890 wurde das Hauptgebäude verbreitert und in ein Schulhaus umgebaut. Im Westen entstanden neue Bauten und das «untere Haus» wurde als Wohnräume und eine Korbereiwerkstatt umgenutzt.                                                                    |
| Burg Rossberg                                                                   | Winterthur         | 1169 erstmals erwähnt      | Burg     | verfallen                       | 695726 / 256884     | Überreste der Burg Rossberg                                       | Die Burg war bereits 1266 laut dem Bischof von Konstanz längst zerstört. Wurde 1552 von einem Wünschelrutengänger umgegraben und nachhaltig zerstört, seitdem trägt der Burghügel den Flurnamen «Schatz».                                                  |
| Ruine Schauenberg                                                               | Hofstetten ZH      | 1200                       | Burg     | Ruine                           | 707633 / 257571     | Schauenberg                                                       | Als Beringer von Hohenlandenberg 1344 ein Vergehen gegen den Landfrieden beging, zerstörten die österreichischen Amtleute zusammen mit Bürgern von Winterthur und Zürich die Burg.                                                                         |
| Schnabelburg                                                                    | Hausen am Albis    | 1185                       | Burg     | Ruine                           | 682859 / 235282     | Ruine Schnabelburg                                                | Die Söhne eines ehemaligen Burgherrns halfen 1308 mit, König Albrecht I. von Habsburg zu ermorden. 1309 zerstörten die Habsburger die Schnabelburg aus Rache für den Königsmord.                                                                           |
| Ruine Schönenwerd                                                               | Dietikon           | 1100                       | Burg     | Ruine                           | 674713 / 250210     | Ruine Schönenwerd                                                 | Die Burg soll 1334 und 1371 von den Zürchern gebrandschatzt worden sein und konnte vom verarmten Heinrich von Schönenwerd nicht wieder aufgebaut werden.                                                                                                   |
| Schloss Schwandegg                                                              | Waltalingen        | um 1300                    | Burg     | zum Schloss ausgebaut, erhalten | 700585 / 275585     | Schloss Schwandegg                                                | Ehemalige Stammburg derer von Schwandegg. Seit 1974 Kantonsbesitz. Restauriert. |
| Burg Sellenbüren                                                                | Stallikon          | unbekannt                  | Burg     | Ruine                           | 679200 / 244288     | Burg Sellenbüren                                                  | Die erste und einzige Grabung wurde in den Jahren 1950/51 durchgeführt. |
| Ruine Sünikon                                                                   | Sünikon            | 1397                       | Burg     | Ruine                           | 674611 / 259984     | Ruine Sünikon – Sicht aus Südosten                                | Gegenstände aus der Sünikoner Ritterzeit wurden keine gefunden. Vermutlich eine Pilgerherberge. |
| Schloss Teufen                                                                  | Freienstein-Teufen | 1850                       | Schloss  | erhalten                        | 685445 / 266525     | Schloss Teufen                                                    | Zwischen 1876 und 1905 wurde das Schloss als Gasthaus benutzt. Heute gehört ein grosser Rebbau- und Landwirtschaftsbetrieb zur Anlage. |
| Ruine Tössegg                                                                   | Turbenthal         | 1200                       | Burg     | Ruine                           | 705588 / 255137     | Burg Uetliburg                                                    | Nachdem die Stammburg der Wildberger abgebrannt war, kauften sie von Verwandten im Tösstal die kleine Tösseggburg. |
| Burg Uetliburg                                                                  | Stallikon          | 1210                       | Burg     | Ruine                           | 679504 / 244821     | Burg Uetliburg                                                    | Nach den archäologischen Ausgrabungen im Jahr 1989 wurde ein Jahr später neben der Burg der Aussichtsturm Uetliberg eröffnet. |
| Schloss Uster                                                                   | Uster              | 1200                       | Schloss  | erhalten                        | 696666 / 244637     | Schloss Uster                                                     | Während mehrerer Jahrzehnte wurde die Schlossanlage von der Kantonalen Bäuerinnenschule genutzt und seit 1. September 1995 von der privaten Schloss Schule Uster.                                                                                          |
| Schloss Wädenswil                                                               | Wädenswil          | 1555                       | Schloss  | erhalten                        | 693745 / 230975     | Hauptgebäude des Schlosses                                        | 1890 zog die Eidgenössische Forschungsanstalt für Obst-, Wein- und Gartenbau ins Schloss ein. |
| Burgstelle Wart                                                                 | Neftenbach         | um 1200                    | Burg     | abgegangen                      | 690497 / 264199     | Burgstelle Wart                                                   | Burgstelle. Gipfelplateau sichtbar. 1308 zerstört |
| Schloss Wart                                                                    | Neftenbach         | 1894                       | Schloss  | erhalten                        | 690921 / 264614     | Schloss Wart                                                      | Neugotischer Bau im Stile einer schlossartigen Fin-de-Siècle-Villa |
| Burg Werdegg                                                                    | Hittnau            | vor 1383                   | Burg     | Burgstall                       | 705300 / 247150     | Burghügel Werdegg                                                 | Noch Burggräben sichtbar. Gedenkstein |
| Schloss Wetzikon                                                                | Wetzikon           | vor 1430                   | Schloss  | erhalten                        | 702841 / 242511     | Schloss Wetzikon                                                  | Seit 1907 in Privatbesitz. |
| Schloss Wiesendangen                                                            | Wiesendangen       | 1120                       | Schloss  | erhalten                        | 701653 / 264187     | Schloss Wiesendangen                                              | Das Schloss gehört heute der Gemeinde, dient als Ortsmuseum und wird für Anlässe vermietet. |
| Winturm                                                                         | Winterthur         | 1260 erstmals erwähnt      | Burg     | verfallen                       |                     |                                                                   | Die genaue Position des Turms sowie dessen genaues Aussehen ist bis heute unbekannt. Im Winterthurer Stadtrechtsbrief ist dessen Schleifung und Willensbekundung zum Nicht-Wiederaufbau schriftlich belegt.                                                |
| Schloss Wülflingen                                                              | Winterthur         | 1644                       | Schloss  | erhalten                        | 694968 / 263044     | Schloss Wülflingen                                                | Das Schloss ist heute ein Restaurant der gehobenen Klasse. |
| Ruine Wulp                                                                      | Küsnacht           | 1095                       | Burg     | Ruine                           | 688241 / 241846     | Ruine Wulp                                                        | Die Ruine wurde mehrere Male durch den Verschönerungsverein Küsnacht ausgegraben und konserviert. |
| Schloss Wyden                                                                   | Ossingen           | 1243                       | Schloss  | erhalten                        | 696008 / 273804     | Schloss Wyden                                                     | 1944 beim Absturz eines Bombers stark beschädigt, danach aber renoviert und durch die Architekten Max Ernst Haefeli, Werner Max Moser und Rudolf Steiger wieder aufgebaut.                                                                                 |

## Bemerkungen und Einzelnachweise
1. ↑  Franz Lamprecht: Eglisau (Gemeinde). In: Historisches Lexikon der Schweiz.
2. 1 2 3 4 5 6 7  erstmals urkundlich erwähnt
3. ↑  Kultur in Winterthur – Schloss Hegi. Archiviert vom Original am 8. August 2007; abgerufen am 26. April 2009.
4. ↑  Schloss Knonau, Geschichte – 2. Teil. Archiviert vom Original am 14. Juli 2006; abgerufen am 29. April 2009.
5. ↑  Nürensdorf Musikschule – Über Schloss Nürensdorf. Archiviert vom Original am 30. August 2009; abgerufen am 6. Dezember 2010.
6. ↑  Schloss Teufen. Ehemals im Original (nicht mehr online verfügbar); abgerufen am 29. April 2009. (Seite nicht mehr abrufbar. Suche in Webarchiven)  Info: Der Link wurde automatisch als defekt markiert. Bitte prüfe den Link gemäß Anleitung und entferne dann diesen Hinweis.
7. ↑  Eckdaten zur Geschichte Wädenswils. Archiviert vom Original am 29. Oktober 2008; abgerufen am 26. April 2009.
8. ↑  Geschichte der Gemeinde Wiesendangen. Archiviert vom Original am 23. Oktober 2007; abgerufen am 27. April 2009.

- Karte mit allen Koordinaten:
- OSM |
- WikiMap